# Chloroclystis macrocheila
Chloroclystis macrocheila är en fjärilsart som beskrevs av Otto Staudinger 1897. Chloroclystis macrocheila ingår i släktet Chloroclystis och familjen mätare. Inga underarter finns listade i Catalogue of Life.